# 4-溴苯甲酰氯
4-溴苯甲酰氯是一种有机化合物，化学式为C7H4BrClO，它是苯甲酰氯苯环对位的氢被溴取代的化合物。它可由4-溴苯甲酸和草酰氯在二甲基甲酰胺的催化下于二氯甲烷中反应得到，酰氯化试剂也可使用氯化亚砜。它和苯胺在三乙胺的存在下于四氢呋喃中反应，可以得到N-苯基-4-溴苯甲酰胺。